# Tigran Martirosjan (Gewichtheber, 1988)
Tigran Geworgi Martirosjan (armenisch Տիգրան Գևորգի Մարտիրոսյան, * 9. Juni 1988 in Gjumri) ist ein armenischer Gewichtheber.

## Karriere
Bei der Weltmeisterschaft 2009 gewann er die Silbermedaille in der Kategorie bis 77 kg mit einer Gesamtleistung von 370 kg. Zudem gewann er die Silbermedaille bei der Europameisterschaft 2007 in der Kategorie bis 69 kg mit einer Gesamtleistung von 331 kg und die Goldmedaille bei der Europameisterschaft 2008 in der Kategorie bis 69 kg mit einer Gesamtleistung von 346 kg.
Am 31. August 2016 wurde ihm aufgrund eines positiven Doping-Nachtests die Bronzemedaille von den Olympischen Sommerspielen 2008 nachträglich aberkannt.